# 山西财经大学
37°50′24″N 112°32′59″E / 37.84009°N 112.54977°E
山西财经大学（Shanxi University of Finance and Economics），简称山西财大（SUFE），位于山西省太原市，始建于1951年，前身是山西省银行干部学校，1997年10月27日由原山西经济管理学院和原山西财经学院合并而成，是一所多科性财经大学。学校现有坞城、迎泽、平阳三个校区。学校已被列入中西部高校基础能力建设工程。

## 历史
山西财经大学始建于1951年。1951年7月，山西省财政干部学校成立。同年，山西省银行干部学校成立。1952年6月，山西省供销合作干部学校成立。1952年7月，山西省商业干部学校成立。1953年2月，山西省粮食干部学校成立。1958年9月，山西省财政干部学校、山西省银行干部学校、山西省供销合作干部学校、山西省商业干部学校、山西省粮食干部学校五校合并组建山西财经学院。1978年9月，学校改属中华全国供销合作总社，1982年2月又改属中华人民共和国商业部，1993年1月改属中华人民共和国国内贸易部，1996年1月学校又改回隶属中华全国供销合作总社。1997年10月，山西财经学院与1984年12月成立的山西经济管理学院合并组建山西财经大学。
2002年，经山西省人民政府批准，山西财经大学与德国埃森经济与管理应用技术大学合作办学，设立山西财经大学中德学院。

## 专业设置
山西财经大学拥有三个一级学科（应用经济学、工商管理、统计学）博士学位授予权，一个二级学科（理论经济学）博士学位授予权，七个一级学科（理论经济学、应用经济学、管理科学与工程、工商管理、公共管理学、法学、马克思主义理论）硕士学位授予权和49个二级学科硕士学位授予权，设本科专业38个。学校有24个教学单位、32个学术研究机构。